# Artanija Oczaków
Artanija Oczaków (ukr. Футбольний клуб «Артанія» Очаків, Futbolnyj Kłub "Artanija" Oczakiw) – ukraiński klub piłkarski z siedzibą w Oczakowie, w obwodzie mikołajowskim.

## Historia
Chronologia nazw:
- 19??—1991: Majak Oczaków (ukr. «Маяк» Очаків)
- 1992—1995: Artanija Oczaków (ukr. «Артанія» Очаків)

Piłkarska drużyna Majak została założona w mieście Oczaków.
Zespół występował w rozgrywkach lokalnych mistrzostw i Pucharu obwodu mikołajowskiego. W 1990 startował w rozgrywkach Pucharu ZSRR spośród drużyn amatorskich i zdobył go, co pozwoliło w następnym sezonie debiutować w Drugiej Niższej Lidze, 1 strefie Mistrzostw ZSRR.
Od początku rozrywek w niezależnej Ukrainie klub występował w Pierwszej Lidze. W sezonie 1993/94 klub zajął 19. miejsce i spadł do Drugiej Lihi. Po zakończeniu sezonu 1994/95 klub połączył się z klubem Olimpija FK AES Jużnoukraińsk, przekazując jemu miejsce w lidze.

## Sukcesy
- 23. miejsce w Drugiej Niższej Lidze ZSRR, 1 strefie:

1991
- 3. miejsce w Pierwszej Lidze, 2 podgrupie:

1992
- 1/16 finału Pucharu Ukrainy:

1993/94
- zdobywca Pucharu ZSRR spośród drużyn amatorskich:

1990